# 1947 en science
| Années de la science : 1944 - 1945 - 1946 - 1947 - 1948 - 1949 - 1950    |
| Décennies de la science : 1910 - 1920 - 1930 - 1940 - 1950 - 1960 - 1970 |

Cet article présente les faits marquants de l'année 1947 en science.

## Évènements
- 10 janvier : deux chercheurs de l'université Stanford, Hubert Loring et Carlton Schwerdt, annoncent qu'ils ont isolé le virus de la poliomyélite[1].

- Janvier ou février : découverte des sept premiers Manuscrits de la mer Morte par un jeune berger bédouin dans une grotte près de Qumrân alors en Palestine mandataire[2].
- 23 février : création de l’Organisation internationale de normalisation (ISO) à Genève[3].
- 27 février : première transmission télévisée d'une opération chirurgicale en circuit fermé à l'Hôpital Johns-Hopkins de Baltimore[4].

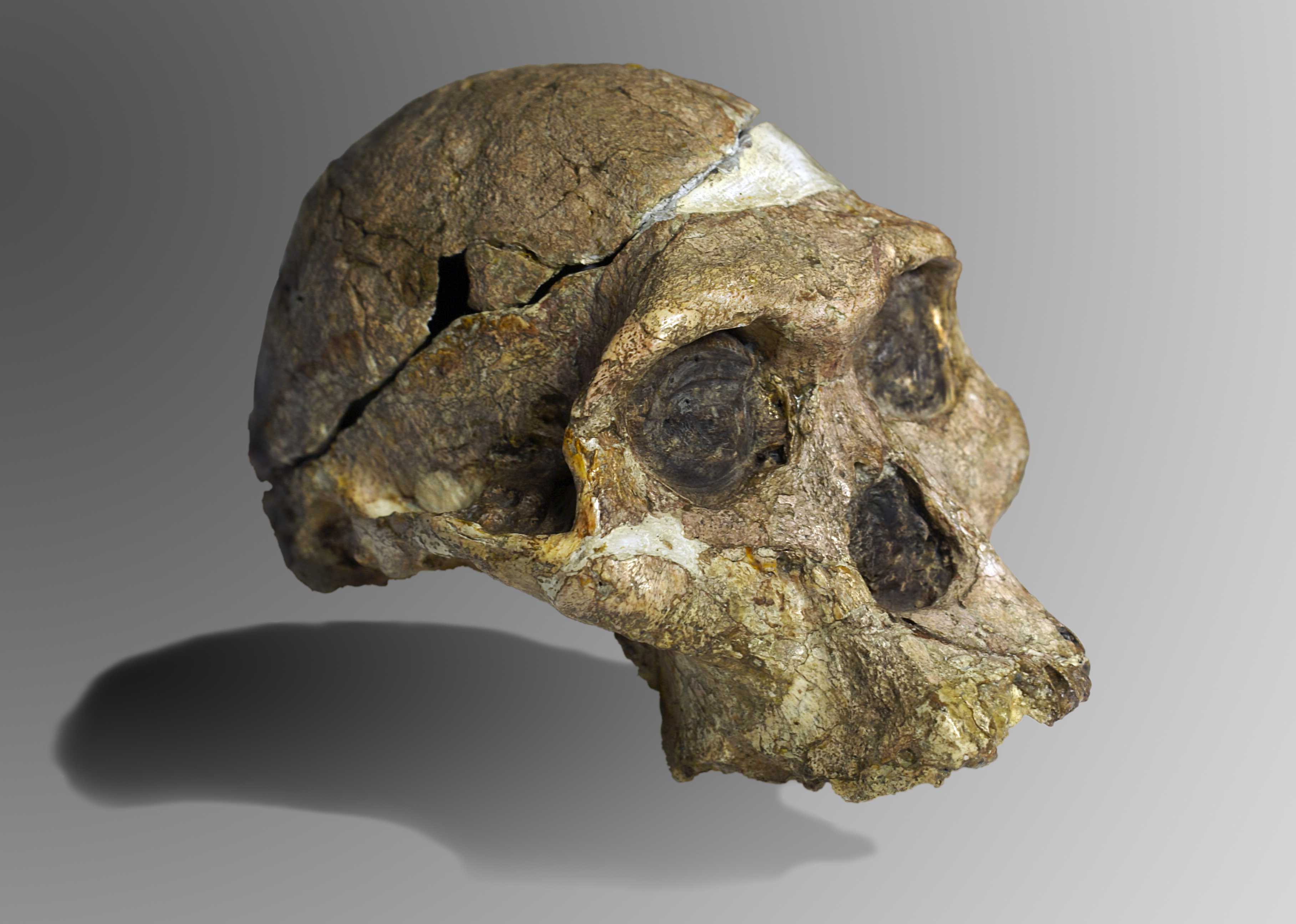
Crâne de « Mrs. Ples »

- 17 avril : Robert Broom et John T. Robinson découvrent un crâne d'Australopithecus africanus appartenant à une femelle d’âge moyen à Sterkfontein. Enregistré sous le code Sts 5, ce fossile est surnommé Mrs. Ples[5].
- 28 avril-7 août : expédition du Kon-Tiki menée par Thor Heyerdahl qui traverse l'océan Pacifique de Callao à l'atoll de Raroia dans les îles Tuamotu, pour étayer l'hypothèse de l'exploration inca de l'océan Pacifique[6].

- 18 avril : le virus Zika transmis par les moustiques est détecté pour la première fois en Ouganda chez un singe macaque rhésus utilisé comme sentinelle[7].

- 3 juillet : affaire de Roswell. Écrasement au sol, près de Roswell au Nouveau-Mexique de ce qui est présenté, selon les versions, comme un ballon-sonde du Projet Mogul ou comme un objet volant non identifié (ovni)[8].
- 30 décembre : lancement du Projet Sign, première étude scientifique officielle de l'US Air Force sur les OVNI[9].

### Sciences formelles
- Mars : le mathématicien américain Norbert Wiener introduit le terme de cybernétique lors de la 3e Conférences Macy[10].
- 18 août : début officiel de la construction de l'« Automatic Computing Engine », un ordinateur à programme enregistré conçu par Alan Turing au Royaume-Uni[11].

- Août[12] : le mathématicien américain George Dantzig expose son algorithme du simplexe de résolution des problèmes d'optimisation linéaire[13].
- 9 septembre : un papillon de nuit bloqué dans le calculateur Mark II de l'université Harvard aux États-Unis provoque le premier « bug » identifié[14].

### Sciences physiques
- 1er janvier : la mathématicienne britannique Phyllis Nicolson et le physicien John Crank publient dans les Mathematical Proceedings of the Cambridge Philosophical Society la méthode de Crank-Nicolson et l'utilisent pour la résolution de l'équation de la chaleur[15].

- 3 janvier : le physicien Robert Oppenheimer devient président du comité consultatif général de l’énergie atomique de la Maison-Blanche (GAC)[16].
- 20 janvier : dernière réunion de la NDRC[17].
- 12 février : chute d'une météorite de 70 tonnes à Sikhote-Aline en Sibérie. Fragmentée, elle forme plus de 120 cratères[18].
- 20 février : des mouches drosophiles sont lancées par une fusée V2 de l'US Army Ordnance Corps depuis la base de White Sands au Nouveau-Mexique à une altitude de 109 km. Ce sont les premiers êtres vivants envoyés dans l'espace[19].

- Mars : l'astronome néerlando-américain Bart Bok et son associée Édith Reilly identifient les globules de Bok dans un article publié dans The Astrophysical Journal et font l'hypothèse que ces nuages sont « similaires à des cocons d'insectes » en cours d'effondrement gravitationnel pour former des proto-étoiles à partir desquelles les étoiles et les amas d'étoiles naissent[20]

- 24 mai : Cecil Powell, César Lattes et Giuseppe Occhialini de l'Université de Bristol publient dans Nature[21] leur découverte les premiers mésons : les pions π+ et π- grâce à des ballons-sonde envoyés à très hautes altitudes possédant des pellicules recouvertes d'une émulsion spécialement développée pour ce type d'expérience[22].
- 30 mai : le chimiste américain Willard Frank Libby de l'université de Chicago introduit la datation au carbone 14 dans un article publié dans Science[23].

- 15 août : mise en service à Harwell de GLEEP (en), la première pile atomique britannique[24].

- Septembre : annonce de la découverte du prométhium en 1945 lors d'une réunion de l'American Chemical Society à New York[25].

- 17 décembre : la compagnie Thomson-Houston, de Rugby en Angleterre, dépose un brevet pour le premier procédé d'enregistrement holographique mis au point par le physicien d'origine hongroise Dennis Gabor alors qu'il travaillait à l'amélioration de microscopes électroniques[26].

### Technologie
- 25 janvier  : les physiciens américains Thomas T. Goldsmith Jr. et Estle Ray Mann déposent un brevet pour le Cathode-ray tube amusement device, le premier brevet déposé pour un jeu électronique, délivré le 14 décembre 1948[27].
- 21 février : l'inventeur américain Edwin H. Land présente à l'Optical Society of America le premier Polaroïd. L'appareil prend, développe et imprime les photos sur papier photographique. La photographie à développement instantané (procédé Polaroïd) est commercialisée en 1948[28].

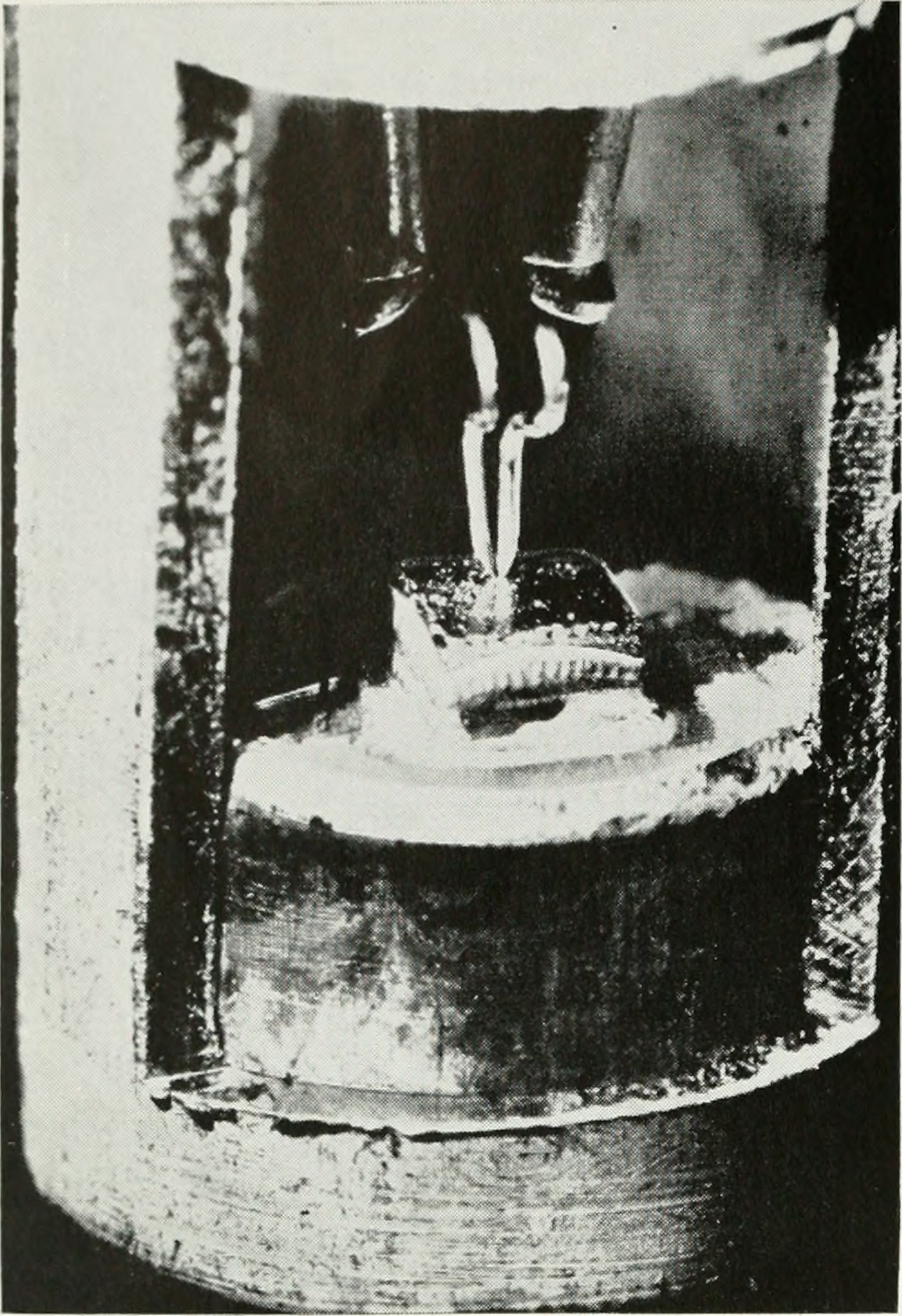
Le premier transistor.

- 15 mars : publication dans la Physical Review des recherches du professeur Karl Lark-Horovitz (en) sur l’utilisation du germanium comme semi-conducteur[29]. Ces travaux permettent la mise au point des transistors.

- Mars : la première chaîne de « machines transferts », conçue par l’ingénieur français Pierre Bézier, est installée dans l'usine « Renault » de l'île Seguin pour la fabrication des Renault 4CV[30].

- 23 décembre : une équipe de chercheurs des Laboratoires Bell présente une nouvelle invention, le transistor qui va ouvrir la voie à la miniaturisation des appareils électroniques. Il vaut le prix Nobel 1956 à ses inventeurs John Bardeen, William Shockley et Walter Brattain[31].
- 31 décembre : l'OSRD est dissout[32].

## Publications
- David Lack : Darwin’s finches (« Pinson de Darwin »), Cambridge University Press.

## Prix
- 14 novembre : Prix Nobel

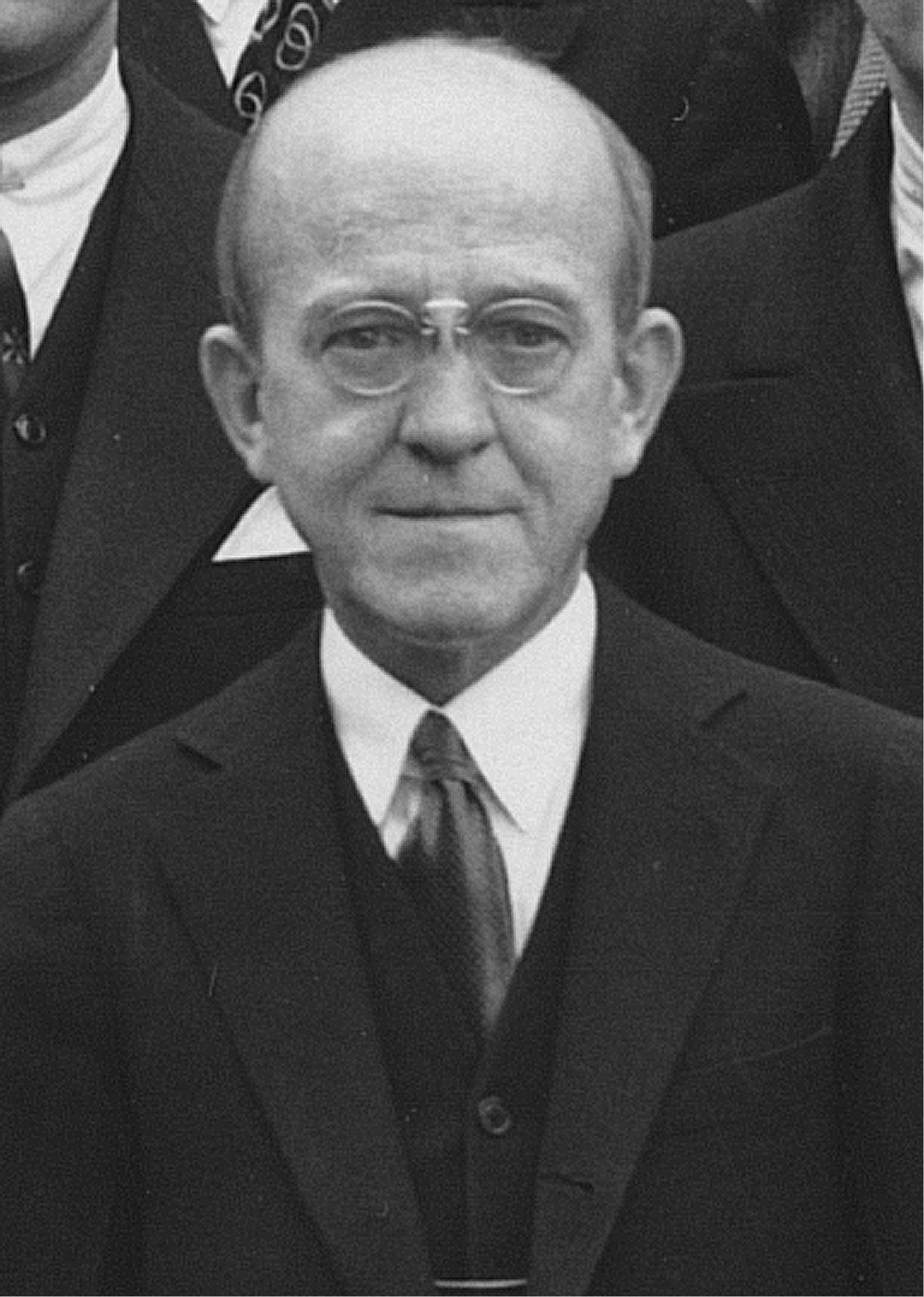
Oswald Avery

  - Physique : Edward Appleton pour ses recherches sur l'ionosphère.
  - Chimie : Sir Robert Robinson (britannique) pour ses recherches sur les alcaloïdes.
  - Physiologie ou médecine : Carl Ferdinand Cori (Américains), Gerty Theresa Cori née Radnitz (Américaine), Bernardo Alberto Houssay (Argentin)

- Prix Lasker
  - Prix Albert-Lasker pour la recherche médicale fondamentale : Oswald Avery, Homer W. Smith (en)
  - Prix Albert-Lasker pour la recherche médicale clinique : non attribué

- Médailles de la Royal Society
  - Médaille Buchanan : Edward Mellanby
  - Médaille Copley : Godfrey Harold Hardy
  - Médaille Davy : Linus Pauling
  - Médaille Hughes : Frédéric Joliot-Curie
  - Médaille royale : Frank Macfarlane Burnet, Cyril Norman Hinshelwood

- Médailles de la Geological Society of London
  - Médaille Lyell : Stanley Smith (en)
  - Médaille Murchison : Percy Evans
  - Médaille Wollaston : Joseph Burr Tyrrell

- Prix Jules-Janssen (astronomie) : Jan Hendrik Oort
- Médaille Bruce (Astronomie) : Bernard Lyot
- Médaille Linnéenne : Maurice Caullery

## Naissances

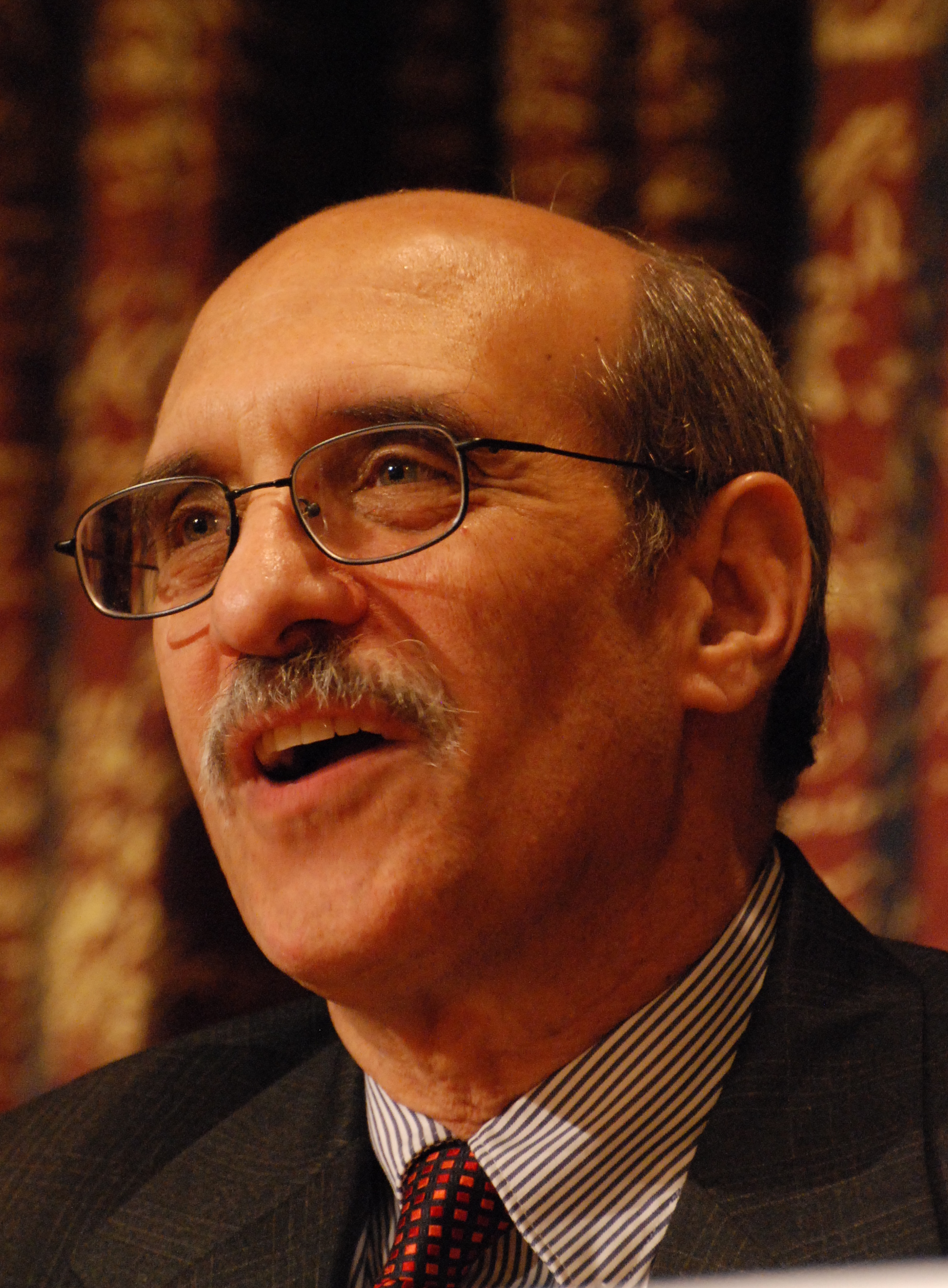
Martin Chalfie

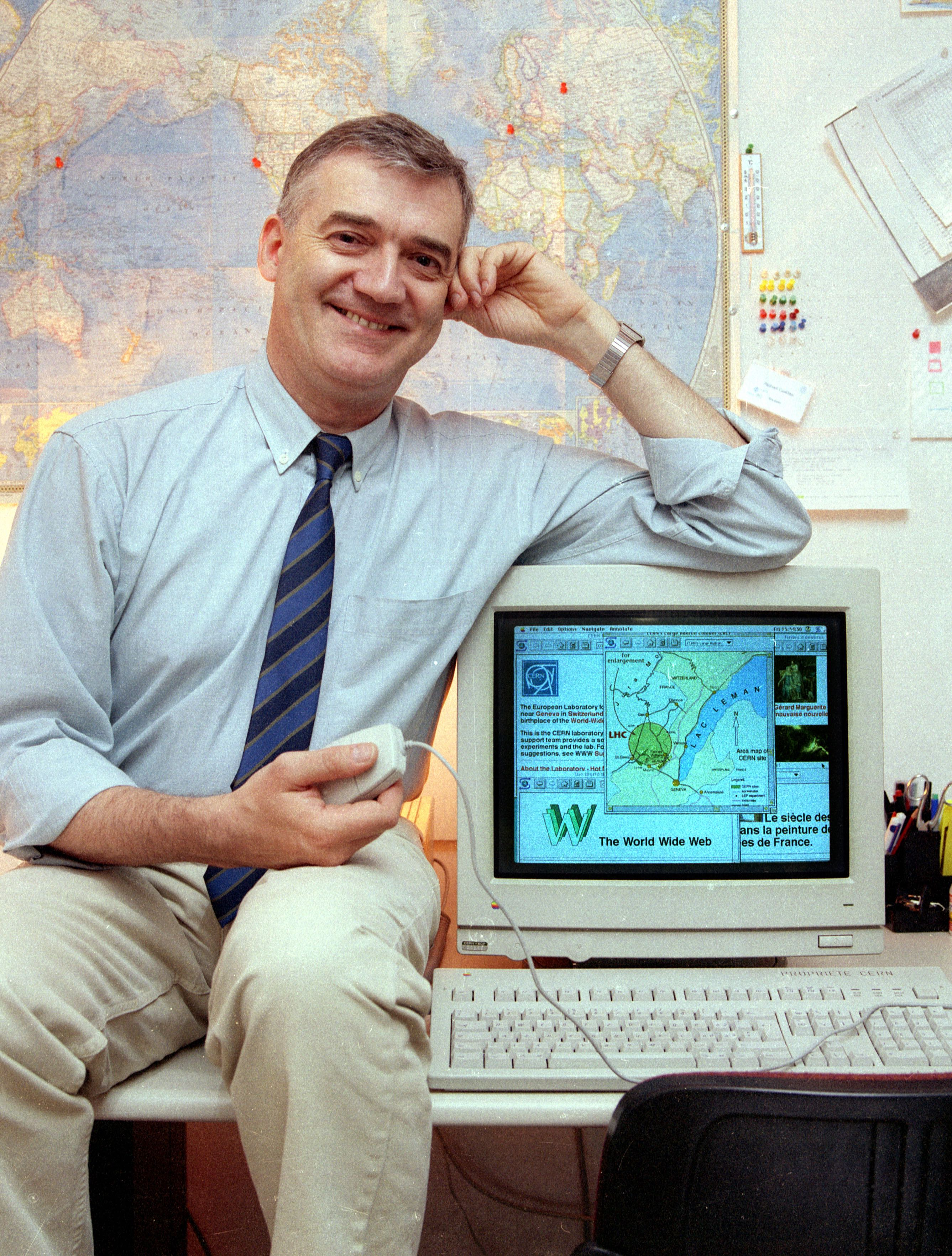
Robert Cailliau assis à côté d'un Macintosh affichant NCSA Mosaic.

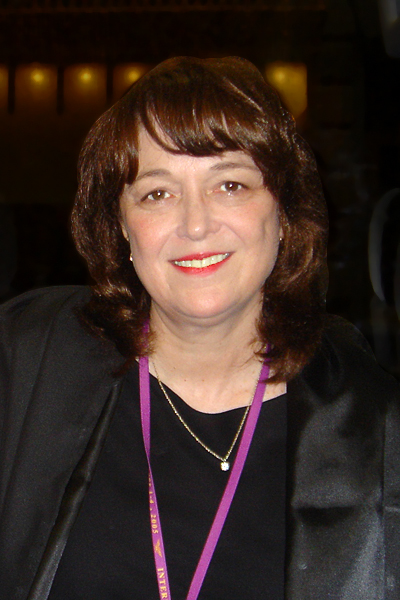
Linda B. Buck

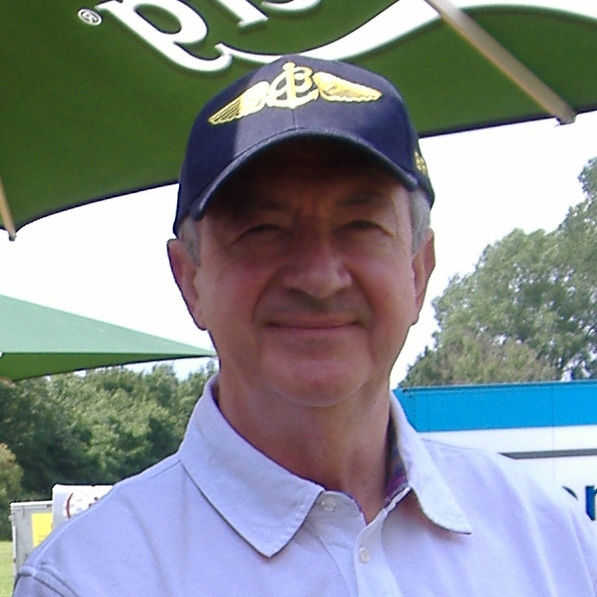
Brian Jones

- 1er janvier : Vladimir Titov, cosmonaute soviétique russe.
- 6 janvier : Paul Tapponnier (mort en 2023), géophysicien français.
- 15 janvier : Martin Chalfie, biologiste américain, prix Nobel de chimie en 2008.
- 25 janvier : Renate Tobies, mathématicienne et historienne des mathématiques allemande.
- 26 janvier : Robert Cailliau, informaticien belge.
- 29 janvier : Linda B. Buck, biologiste américaine, prix Nobel de physiologie ou médecine en 2004.

- 1er février : Frank Tipler, physicien américain.
- 5 février : Mary Louise Cleave, astronaute américaine.
- 8 février : 
  - Gerald Jay Sussman, professeur de génie électrique américain.
  - John Richard Gott, astronome américain.
- 14 février : Phạm Tuân, cosmonaute vietnamien.
- 17 février : Jean-Baptiste Chavannes, agronome haïtien.
- 21 février :
  - Roger Koenker, statisticien américain.
  - Daniel Fabre, anthropologue français.

- 7 mars : Jean-Loup Puget, astrophysicien français.
- 11 mars : Bernard Meunier, chimiste et universitaire français.
- 22 mars :
  - Aleida Assmann, égyptologue allemande.
  - Pierre Lescanne, chercheur français en informatique théorique.
- 24 mars : Alan Sugar, homme d'affaires britannique créateur de la société Amstrad.
- 27 mars : Brian Jones, aéronaute britannique.
- 29 mars : Aleksandr Viktorenko, cosmonaute soviétique.
- 24 avril : Roger Kornberg, biochimiste américain, prix Nobel de chimie en 2006.
- 25 avril : Jeremy Gray, mathématicien britannique et historien des mathématiques.

- 6 mai : Ronald Rivest, cryptologue américain, l'un des trois inventeurs de l'algorithme de cryptographie à clé publique RSA.
- 8 mai : Robert Horvitz, biologiste américain, prix Nobel de physiologie ou médecine en 2002.
- 21 mai : Jean-Pierre Jouannaud, informaticien français.
- 23 mai : Ibrahim Guliyev, géologue et géochimiste soviétique et azerbaïdjanais.
- 28 mai : Zahi Hawass, égyptologue égyptien.

- 1er juin : Roger Mohr, enseignant-chercheur français, spécialisé en informatique et en mathématiques.
- 8 juin : Eric F. Wieschaus, généticien américain d'origine suisse, prix Nobel de physiologie ou médecine en 1995.
- 22 juin : Bruno Latour, sociologue, anthropologue et philosophe des sciences français.
- 25 juin :
  - Jonathan Sachs, informaticien américain, cofondateur de Lotus Development Corp.
  - Will Steffen (mort en 2023), chimiste américain.
- 28 juin : Robin Dunbar, anthropologue et biologiste britannique.
- 29 juin :
  - Jean-Paul Behr, chimiste français.
  - Robert Wald, physicien américain.

- 7 juillet : Gérard Huet, informaticien français.
- 17 juillet : Jean-Pierre Lecocq (mort en 1992), scientifique et entrepreneur belge.
- 20 juillet : Gerd Binnig, physicien allemand, prix Nobel de physique en 1986.
- 24 juillet : 
  - Miranda Jane Green, archéologue britannique.
  - Takeshi Urata, astronome japonais.
- 27 juillet : Serge Bouchard (mort en 2021), anthropologue et écrivain québécois.
- 30 juillet : Françoise Barré-Sinoussi, virologue française, prix Nobel de physiologie ou médecine en 2008.
- 31 juillet : Daniel Crevier, entrepreneur et chercheur en intelligence artificielle canadien.
- 15 août : Sonny Carter (mort en 1991), astronaute américain.
- 18 août : Paul Alan Yule, archéologue allemand.
- 22 août : James Rumbaugh, informaticien américain.

- 8 septembre : Marc Davis, astrophysicien américain.
- 9 septembre : Jean-Yves Girard, logicien et mathématicien français.
- 29 septembre : Derek Wanless (mort en 2012), banquier et statisticien britannique.

- 1er octobre : Aaron Ciechanover, biologiste israélien, prix Nobel de chimie en 2004.
- 15 octobre : William Schelter (mort en 2001), mathématicien et informaticien canadien.

- 5 novembre : Robert Zimmer (mort en 2023), mathématicien américain.
- 8 novembre : M. Rhea Seddon, médecin et astronaute américaine.
- 15 novembre : Gregory Chaitin, mathématicien et informaticien argentino-américain.
- 21 novembre : Mohamed Hag Ali Hassan, mathématicien et physicien soudanais.
- 22 novembre : Vladimir Damgov (mort en 2006), mathématicien, physicien, leader syndical et homme politique bulgare.
- 5 décembre : Jugderdemidiin Gurracha, spationaute mongol.
- 8 décembre :
  - Thomas Robert Cech, chimiste américain, prix Nobel de chimie en 1989.
  - Margaret Geller, astronome et professeur américaine.

- Nigel Barley, anthropologue anglais.
- Denis Blondin, chercheur et écrivain québécois.
- Philippe Brissaud, égyptologue et ingénieur français.
- Jean During, ethnomusicologue français.
- Franck Goddio, archéologue sous-marin français.
- Minoru Kizawa, astronome japonais.
- Shirley Strum, biologiste et anthropologue américaine.
- Stephen Oppenheimer, médecin britannique.
- Môhan Wijayaratna, anthropologue français.
- Kenji Sugimoto, pédagogue des sciences naturelles.

## Décès

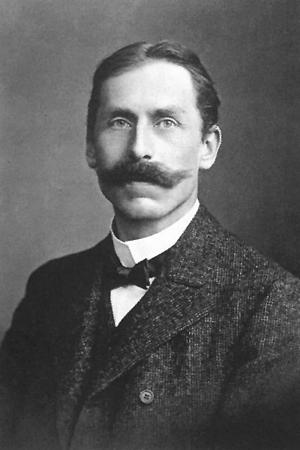
Friedrich Paschen

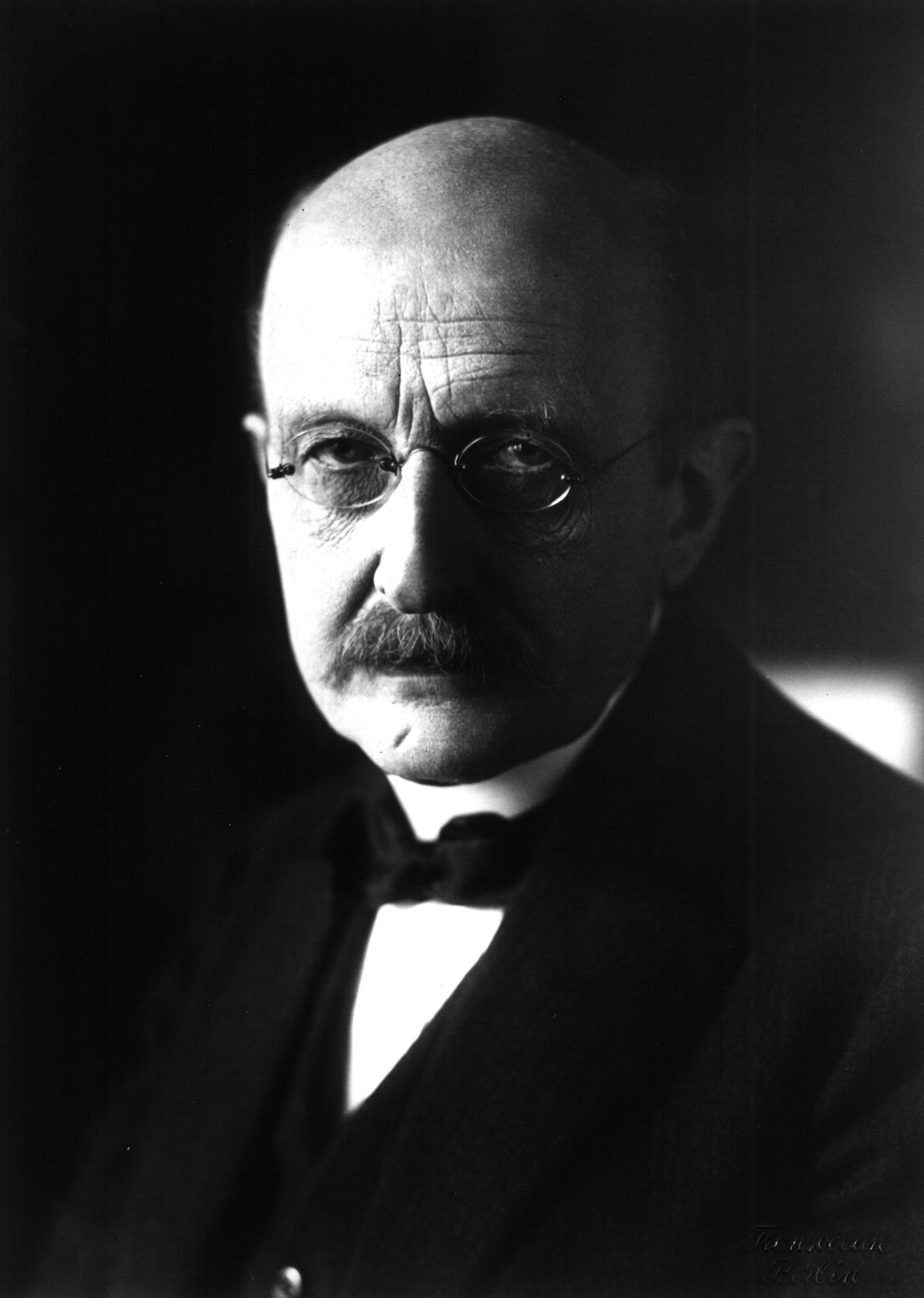
Max Planck

- 26 janvier : John Smith Flett (né en 1869), géologue écossais.
- 24 février : Léon Bertrand (né en 1869), géologue français.
- 25 février : Friedrich Paschen (né en 1865), physicien allemand.

- 10 mars :
  - Walter Rogowski (né en 1881), physicien théoricien allemand.
  - Gilbert Rougier (né en 1886), ingénieur-chimiste puis astronome français.
- 17 mars : Karel Andel (né en 1884), astronome et sélénographe tchèque.
- 18 mars : Paul-Louis Simond (né en 1858), biologiste français.
- 20 mars : Victor Goldschmidt (né en 1888), chimiste norvégien.
- 29 mars :
  - Hendrik van Gent (né en 1900), astronome néerlandais.
  - William Berryman Scott (né en 1858), paléontologue américain.

- 7 avril : Henry Ford (né en 1863), industriel américain.
- 9 avril : Robert Forrer (né en 1866), archéologue et antiquaire suisse.
- 10 avril : Charles Bally (né en 1865), linguiste suisse.
- 16 mai : Frederick Hopkins (né en 1861), biochimiste britannique, prix Nobel de physiologie ou médecine en 1929.
- 20 mai : Philipp von Lenard (né en 1862), physicien allemand, prix Nobel de physique en 1905.
- 30 mai : Jean Hatzfeld (né en 1880), archéologue et helléniste français.
- 7 juin : Julio Tello (né en 1880), médecin, anthropologue et archéologue péruvien.
- 16 juin : Jean Capart (né en 1877), égyptologue belge.
- 20 juin : Wilfred Hudson Osgood (né en 1875), zoologiste américain.

- 5 août : Vladimir Golenichtchev (né en 1856), égyptologue russe.
- 21 août : Ettore Bugatti (né en 1881), constructeur automobile italien.

- 15 septembre : Annie Scott Dill Maunder (née en 1868), astronome et mathématicienne nord-irlandaise.
- 22 septembre : Pierre Lecomte du Noüy (né en 1883), mathématicien, biophysicien, écrivain et philosophe français.

- 4 octobre : Max Planck (né en 1858), physicien allemand, inventeur de la théorie des quanta, prix Nobel de physique en 1918.
- 18 octobre : George Henry Peters (né en 1863), astronome américain.
- 20 octobre : Albert Howard (né en 1873), agronome et botaniste anglais.

- 13 novembre : Raphael Eduard Liesegang (né en 1869), photographe et chimiste des colloïdes allemand.

- 1er décembre :
  - Louis Delage (né en 1874), constructeur automobile français (voir Delage).
  - Franz Fischer (né en 1877), chimiste allemand.
- 17 décembre : Joannes Brønsted (né en 1879), chimiste danois.
- 30 décembre :
  - Alfred North Whitehead (né en 1861), mathématicien, logicien et philosophe américain d’origine britannique, auteur avec Bertrand Russell des Principia Mathematica.